# Ginástica nos Jogos Europeus de 2015
As competições de ginástica nos Jogos Europeus de 2015 foram disputadas na Arena Nacional de Ginástica, em Baku entre 15 e 21 de junho de 2015. Foram disputados 34 eventos nas modalidades acrobática, aeróbica, artística, rítmica e trampolim.

## Calendário
| Junho     | 12 | 13 | 14 | 15 | 16 | 17 | 18 | 19 | 20 | 21 | 22 | 23 | 24 | 25 | 26 | 27 | 28 |
| --------- | -- | -- | -- | -- | -- | -- | -- | -- | -- | -- | -- | -- | -- | -- | -- | -- | -- |
| Ginástica |    |    |    | 2  |    | 1  | 2  | 3  | 10 | 16 |    |    |    |    |    |    |    |

|  | Dia de competição |  | Dia de final |

## Qualificação
Um total de 425 atletas se classificou para as competições de ginástica. A qualificação foi baseada nos resultados do Campeonato Mundial ou Campeonato Europeu em cada disciplina.

## Medalhistas

### Ginástica acrobática
Feminino
| Evento               | Ouro                                                       | Prata                                                        | Bronze                                                                    |
| -------------------- | ---------------------------------------------------------- | ------------------------------------------------------------ | ------------------------------------------------------------------------- |
| Grupo geral detalhes | BEL Bélgica Kaat Dumarey Julie Van Gelder Ineke Van Schoor | RUS Rússia Valeriia Belkina Yulia Nikitina Zhanna Parkhometc | BLR Bielorrússia Katsiaryna Barysevich Veranika Nabokina Karina Sandovich |
| Equilíbrio detalhes  | BEL Bélgica Kaat Dumarey Julie Van Gelder Ineke Van Schoor | RUS Rússia Valeriia Belkina Yulia Nikitina Zhanna Parkhometc | BLR Bielorrússia Katsiaryna Barysevich Veranika Nabokina Karina Sandovich |
| Dinâmica detalhes    | BEL Bélgica Kaat Dumarey Julie Van Gelder Ineke Van Schoor | RUS Rússia Valeriia Belkina Yulia Nikitina Zhanna Parkhometc | BLR Bielorrússia Katsiaryna Barysevich Veranika Nabokina Karina Sandovich |

Misto
| Evento               | Ouro                                       | Prata                                       | Bronze                                       |
| -------------------- | ------------------------------------------ | ------------------------------------------- | -------------------------------------------- |
| Grupo geral detalhes | RUS Rússia Marina Chernova Georgy Pataraya | BEL Bélgica Yana Vastavel Solano Cassamajor | GBR Grã-Bretanha Hannah Baughn Ryan Bartlett |
| Equilíbrio detalhes  | RUS Rússia Marina Chernova Georgy Pataraya | BEL Bélgica Yana Vastavel Solano Cassamajor | GBR Grã-Bretanha Hannah Baughn Ryan Bartlett |
| Dinâmica detalhes    | RUS Rússia Marina Chernova Georgy Pataraya | BEL Bélgica Yana Vastavel Solano Cassamajor | GBR Grã-Bretanha Hannah Baughn Ryan Bartlett |

### Ginástica aeróbica
| Evento                 | Ouro                                                                         | Prata                                                                                   | Bronze                                                                             |
| ---------------------- | ---------------------------------------------------------------------------- | --------------------------------------------------------------------------------------- | ---------------------------------------------------------------------------------- |
| Pares mistos detalhes  | ESP Espanha Sara Moreno Vicente Lli                                          | ITA Itália Michela Castoldi Davide Donati                                               | RUS Rússia Dukhik Dzhanazian Denis Soloev                                          |
| Grupos mistos detalhes | HUN Hungria Panna Szollosi Dora Lendvay Dora Hegyi Balazs Farkas Daniel Bali | ROU Romênia Lavinia Panaete Bianca Gorgovan Dacian Barna Daniel Bocser Lucian Savulescu | ESP Espanha Belen Guillemot Aranzazu Martínez Sara Moreno Vicente Lli Pedro Moreno |

### Ginástica artística
Masculino
| Evento                    | Ouro                                                          | Prata                                                   | Bronze                                                  |
| ------------------------- | ------------------------------------------------------------- | ------------------------------------------------------- | ------------------------------------------------------- |
| Equipe detalhes           | RUS Rússia David Belyavskiy Nikita Ignatyev Nikolai Kuksenkov | UKR Ucrânia Igor Radivilov Oleg Verniaiev Mykyta Yermak | AZE Azerbaijão Petro Pakhnyuk Oleg Stepko Eldar Safarov |
| Individual geral detalhes | Oleg Verniaiev UKR Ucrânia                                    | Oleg Stepko AZE Azerbaijão                              | Nikita Ignatyev RUS Rússia                              |
| Solo detalhes             | Rayderley Zapata ESP Espanha                                  | Fabian Hambüchen GER Alemanha                           | David Belyavskiy RUS Rússia                             |
| Barra fixa detalhes       | Fabian Hambüchen GER Alemanha                                 | Vlasios Maras GRE Grécia                                | Nikita Ignatyev RUS Rússia                              |
| Barras paralelas detalhes | Oleg Stepko AZE Azerbaijão                                    | David Belyavskiy RUS Rússia                             | Marius Berbecar ROU Romênia                             |
| Cavalo com alças detalhes | Sašo Bertoncelj SLO Eslovênia                                 | Oleg Stepko AZE Azerbaijão                              | Brinn Bevan GBR Grã-Bretanha                            |
| Argolas detalhes          | Eleftherios Petrounias GRE Grécia                             | Nikita Ignatyev RUS Rússia                              | İbrahim Çolak TUR Turquia                               |
| Salto detalhes            | Oleg Verniaiev UKR Ucrânia                                    | Casimir Schmidt NED Países Baixos                       | Oleg Stepko AZE Azerbaijão                              |

Feminino
| Evento                       | Ouro                                                       | Prata                                                     | Bronze                                                    |
| ---------------------------- | ---------------------------------------------------------- | --------------------------------------------------------- | --------------------------------------------------------- |
| Equipe detalhes              | RUS Rússia Aliya Mustafina Viktoria Komova Seda Tutkhalyan | GER Alemanha Elisabeth Seitz Sophie Scheder Leah Griesser | NED Países Baixos Céline van Gerner Lieke Wevers Lisa Top |
| Individual geral detalhes    | Aliya Mustafina RUS Rússia                                 | Giulia Steingruber SUI Suíça                              | Lieke Wevers NED Países Baixos                            |
| Trave detalhes               | Lieke Wevers NED Países Baixos                             | Andreea Iridon ROU Romênia                                | Giulia Steingruber SUI Suíça                              |
| Solo detalhes                | Giulia Steingruber SUI Suíça                               | Aliya Mustafina RUS Rússia                                | Lieke Wevers NED Países Baixos                            |
| Barras assimétricas detalhes | Aliya Mustafina RUS Rússia                                 | Sophie Scheder GER Alemanha                               | Andreea Iridon ROU Romênia                                |
| Salto detalhes               | Giulia Steingruber SUI Suíça                               | Lisa Top NED Países Baixos                                |                                                           |

### Ginástica rítmica
Individual
| Evento         | Ouro                         | Prata                               | Bronze                              |
| -------------- | ---------------------------- | ----------------------------------- | ----------------------------------- |
| Geral detalhes | Yana Kudryavtseva RUS Rússia | Margarita Mamun RUS Rússia          | Melitina Staniouta BLR Bielorrússia |
| Arco detalhes  | Margarita Mamun RUS Rússia   | Melitina Staniouta BLR Bielorrússia | Neta Rivkin ISR Israel              |
| Bola detalhes  | Yana Kudryavtseva RUS Rússia | Ganna Rizatdinova UKR Ucrânia       | Melitina Staniouta BLR Bielorrússia |
| Maças detalhes | Yana Kudryavtseva RUS Rússia | Ganna Rizatdinova UKR Ucrânia       | Melitina Staniouta BLR Bielorrússia |
| Fita detalhes  | Yana Kudryavtseva RUS Rússia | Marina Durunda AZE Azerbaijão       | Salomé Pazhava GEO Geórgia          |

Grupo
| Evento                     | Ouro | Prata                                                                                             | Bronze |
| -------------------------- | --- | ------------------------------------------------------------------------------------------------- | --- |
| Geral detalhes             | RUS Rússia Diana Borisova Daria Kleshcheva Anastasia Maksimova Anastasiia Tatareva Maria Tolkacheva Sofya Skomorokh | ISR Israel Yuval Filo Alona Koshevatskiy Ekaterrina Levina Karina Lykhvar Ida Mayrin              | BLR Bielorrússia Ksenya Cheldishkina Maria Kadobina Aliaksandra Narkevich Valeriya Pischelina Arina Tsitsilina Hanna Dudzenkova |
| 5 fitas detalhes           | RUS Rússia Diana Borisova Anastasia Maksimova Anastasiia Tatareva Maria Tolkacheva Sofya Skomorokh                  | UKR Ucrânia Olena Dmytrash Yevgeniya Gomon Oleksandra Gridasova Valeriia Gudym Anastasiya Voznyak | ISR Israel Yuval Filo Alona Koshevatskiy Ekaterrina Levina Karina Lykhvar Ida Mayrin                                            |
| 6 maças + 2 arcos detalhes | BLR Bielorrússia Ksenya Cheldishkina Maria Kadobina Valeriya Pischelina Arina Tsitsilina Hanna Dudzenkova           | ISR Israel Yuval Filo Alona Koshevatskiy Ekaterrina Levina Karina Lykhvar Ida Mayrin              | UKR Ucrânia Olena Dmytrash Yevgeniya Gomon Oleksandra Gridasova Valeriia Gudym Anastasiya Voznyak                               |

### Trampolim
| Evento                          | Ouro                                     | Prata                                               | Bronze                                    |
| ------------------------------- | ---------------------------------------- | --------------------------------------------------- | ----------------------------------------- |
| Masculino detalhes              | Dmitry Ushakov RUS Rússia                | Uladzislau Hancharou BLR Bielorrússia               | Ilya Grishunin AZE Azerbaijão             |
| Masculino sincronizado detalhes | RUS Rússia Dmitry Ushakov Mikhail Melnik | BLR Bielorrússia Uladzislau Hancharou Mikalai Kazak | GER Alemanha Martin Gromowski Kyrylo Sonn |
| Feminino detalhes               | Yana Pavlova RUS Rússia                  | Katherine Driscoll GBR Grã-Bretanha                 | Hanna Harchonak BLR Bielorrússia          |
| Feminino sincronizado detalhes  | RUS Rússia Yana Pavlova Anna Kornetskaya | FRA França Marine Jurbert Joëlle Vallez             | POR Portugal Beatriz Martins Ana Rente    |

## Quadro de medalhas
*   país anfitrião (AZE Azerbaijão)
| Pos.                | País                | Ouro | Prata | Bronze | Total |
| ------------------- | ------------------- | ---- | ----- | ------ | ----- |
| 1                   | RUS Rússia          | 18   | 8     | 4      | 30    |
| 2                   | BEL Bélgica         | 3    | 3     | 0      | 6     |
| 3                   | UKR Ucrânia         | 2    | 4     | 1      | 7     |
| 4                   | SUI Suíça           | 2    | 1     | 1      | 4     |
| 5                   | ESP Espanha         | 2    | 0     | 1      | 3     |
| 6                   | BLR Bielorrússia    | 1    | 3     | 8      | 12    |
| 7                   | AZE Azerbaijão      | 1    | 3     | 3      | 7     |
| 8                   | GER Alemanha        | 1    | 3     | 1      | 5     |
| 9                   | NED Países Baixos   | 1    | 1     | 4      | 6     |
| 10                  | GRE Grécia          | 1    | 1     | 0      | 2     |
| 11                  | SLO Eslovênia       | 1    | 0     | 0      | 1     |
| 11                  | HUN Hungria         | 1    | 0     | 0      | 1     |
| 13                  | ISR Israel          | 0    | 2     | 2      | 4     |
| 13                  | ROU Romênia         | 0    | 2     | 2      | 4     |
| 15                  | GBR Grã-Bretanha    | 0    | 1     | 4      | 5     |
| 16                  | FRA França          | 0    | 1     | 0      | 1     |
| 16                  | ITA Itália          | 0    | 1     | 0      | 1     |
| 18                  | GEO Geórgia         | 0    | 0     | 1      | 1     |
| 18                  | POR Portugal        | 0    | 0     | 1      | 1     |
| 18                  | TUR Turquia         | 0    | 0     | 1      | 1     |
| Total (20 entradas) | Total (20 entradas) | 34   | 34    | 34     | 102   |